# Alizma
Alizma – polskie trio muzyczne, które tworzą siostry-trojaczki: Aleksandra, Izabela i Monika Okapiec.

## Historia zespołu
Siostry Okapiec pochodzą z rodziny o tradycjach muzycznych: matka Halina jest pianistką, zaś ojciec grał na tubie. W wieku sześciu lat zaczęły naukę gry na skrzypcach w szkole muzycznej w rodzinnym Żaganiu. Uczyły się w liceum o profilu prawno-ekonomicznym we Wrocławiu.
W wieku 15 lat, w ramach wymiany młodzieży, wyjechały do Stanów Zjednoczonych, gdzie rozpoczęły naukę na kierunku Arts Management na Uniwersytecie Shenandoah w Winchesterze oraz w Azusa Pacific University (w Azusie), gdzie uzyskały dyplomy magisterskie na kierunku gry na skrzypcach. W tym czasie należały też do chóru gospel Harambee Gospel Choir.
W 1999 roku wzięły udział w jednym z odcinków programu Szansa na sukces, podczas którego wykonały piosenkę „Przeprosiny walca” z repertuaru Wojciecha Kordy. Wystąpiły też gościnnie w talk-show Na każdy temat. Podczas pobytu w Stanach Zjednoczonych wystąpiły m.in. na Kennedy Center for the Performing Arts w Waszyngtonie i Disney Hall and the Staples Center w Los Angeles.
Latem 2009 roku wystartowały w przesłuchaniach do programu America’s Got Talent i dotarły do etapu ćwierćfinałowego. W 2011 roku ukazała się ich debiutancka płyta studyjna zatytułowana Tell Me How to Love You. Na albumie znalazł się m.in. utwór „Bow to the Bow”, z którym 14 lutego 2011 roku wystartowały w Krajowych Eliminacjach 56. Konkursu Piosenki Eurowizji. Zajęły ostatecznie trzecie miejsce po zdobyciu 12,76% głosów od telewidzów.

## Dyskografia

### Albumy studyjne
- Tell Me How to Love You (2011)